# 고병익
고병익(高柄翊 , 1924년 3월 5일~2004년 5월 19일)은 대한민국의 역사학자이며, 서울대학교 동양사학과 교수와 제14대 서울대학교 총장을 역임하였다. 본관은 개성, 호는 녹촌(鹿村), 아호는 운인(芸人)이다.

## 생애
경상북도 문경 출신이다. 독일의 역사학 이론을 습득하고, 중국사를 연구하였다.
1952년 역사학회 창설에서 주도적인 역할을 담당했다. 1958년 연세대학교 교수를 거쳐 1962년 서울대학교 교수가 되었다. 1976년 한국사회과학협의회 회장을 역임하였다. 1979년부터 1980년까지 서울대학교 총장을 역임하였다. 1982년부터 1991년까지 한림대학교 교수를 지내고, 2002∼2004년 서울대학교 명예교수를 역임했다.

## 학력
- 일본 후쿠오카 고등학교 졸업
- 도쿄제국대학 동양사학 전공
- 서울대학교 문리과대학 사학과 학사
- 1953년 서울대학교 대학원 동양사 석사
- 1956년 독일 뮌헨 대학교 철학 박사

## 경력
- 연세대학교 교수
- 서울대학교 교수
- 서울대학교 문리과대학장
- 서울대학교 부총장
- 역사학회 창설
- 대한민국 학술원 회원
- 제14대 서울대학교 총장

## 저서
- 아시아의 역사상
- 동아교섭사의 연구
- 신비와 지식인
- 동아시아 문화사 논고

## 수상
- 대한민국학술원 저작상(1974)
- 위암학술상(1996)
- 용재학술상(2000)
- 금관문화훈장(1997)